# Deine-Mutter-Witz

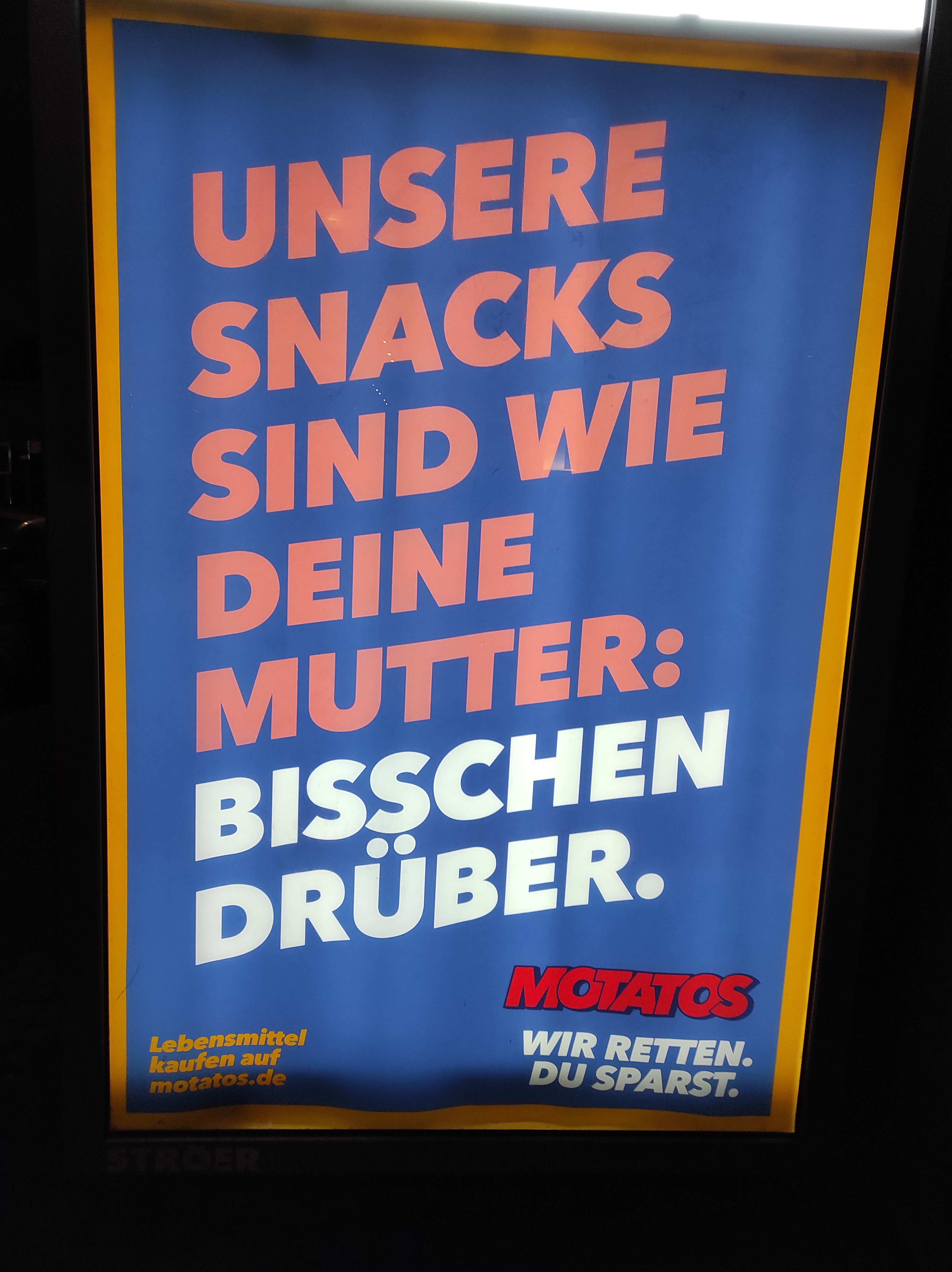
Werbeplakat in Form eines Deine-Mutter-Witzes (2023)

Deine-Mutter-Witze oder Deine-Mutter-Sprüche (in Deutschland auch geläufig in der Variante „Deine Mudder …“ oder „Deine Mudda …“) sind ein weltweit verbreitetes Jugendkultur-Phänomen. Dabei handelt es sich um Witze, die oft nur aus einem Satz bestehen und in ironisch-pejorativer Form gegenüber einer anderen Person geäußert werden. Inhalt der Witze ist eine Herabsetzung der Mutter des anderen, wobei die Beleidigung derart übertrieben oder absurd ausfällt, dass sie sich dadurch abschwächt. Das Phänomen wurzelt möglicherweise in der afroamerikanischen Jugendkultur als playing the dozens und wurde für dieses Milieu bereits in den 1960er Jahren beschrieben.

## Aufbau
Deine-Mutter-Witze bestehen in der Regel aus einem Satz, der mit „Deine Mutter …“, manchmal auch mit „Deine Mudda …“  beginnt. Darauf folgt entweder eine abwertende Aussage über das Verhalten, Aussehen, den sozialen Status oder die Intelligenz der Mutter („… ist so fett, …“), illustriert mit einem Beispiel („… sie guckt sich die Speisekarte an und sagt dann zum Kellner: ‚Okay‘.“), das den Gehalt der Aussage gleichzeitig ins Unglaubwürdige treibt und damit für die Pointe des Witzes sorgt. Diese absurden Aussagen können sich aber auch direkt an den Beginn des Witzes anschließen, wobei die explizite Beleidigung der Mutter als fett, hässlich, arm oder dumm wegfällt und nur noch implizit mitschwingt. So enthält der Satz „Deine Mutter heißt Ottfried und ist der Bulle von Tölz“ sowohl eine Anspielung auf die angebliche Leibesfülle als auch auf die mangelnde Weiblichkeit der Mutter des anderen. Unüblichere Varianten bestehen aus mehreren Sätzen und erzählen zunächst eine komplexere Geschichte, die dann aber auf die gleiche Pointe hinausläuft.
Auch als Wechselspiel von Beleidigungen, die dialogisch aneinander anknüpfen und sich jeweils überbieten, können Deine-Mutter-Witze gestaltet werden, etwa in dieser Form: „Friss Scheiße!“ – „Und was soll ich hinterher mit deinen Knochen machen?“ – „Einen Käfig für deine Mutter bauen.“ – „Aber wie soll sie dann über das auf dem Laufenden bleiben, was ich mit deiner Mutter treibe?“

## Stilistische Motive
Die Beleidigung der Mutter kann auf verschiedene Weisen erfolgen. Vor allem die Unterstellung sexueller Freizügigkeit ist weit verbreitet, ebenso die Behauptung, sie praktiziere tabuisierte Formen von Sexualität, worunter je nach sozialem Milieu Homosexualität, Zoophilie oder Inzest fallen. Häufig sind auch Beleidigungen, die auf die äußerliche Erscheinung der Mutter abzielen, sei es das Aussehen (Hässlichkeit, Fettleibigkeit in Verbindung mit Gefräßigkeit), der Körpergeruch oder untypische Transpiration („Deine Mutter schwitzt beim Kacken“). Daneben finden sich zudem Beleidigungen, die die Mutter an den sozialen Rand stellen, zumeist als arm, arbeitslos oder ungebildet, etwa „Deine Mutter sitzt bei Aldi unter der Kasse und macht die Pieptöne“. Insgesamt werde dadurch ein Bild einer doofen, lüsternen, dicken „Unterschichtsmutter“, einer „RTL-II-Tussi“ gezeichnet, so der Zeit-Feuilletonist Peter Kümmel.
Hinzu kommen auch unterschichtentypische Straftaten, etwa Diebstähle geringwertiger Sachen, z. B. in dem Witz: „Deine Mutter klaut bei KiK und verlangt ’nen Kassenbon“.

## Geschichte
Die Anfänge der Deine-Mutter-Witze werden in der afroamerikanischen Jugendkultur an High Schools verortet und wurden dort bereits zu Beginn der 1960er Jahre beschrieben. Dabei handelte es sich um ein Phänomen, das von Wissenschaftlern unter dem Namen the dozens beschrieben wurde, bei den Jugendlichen selbst aber eher unter den Namen ranking, dusting, icing, putting down, cutting down oder tearing down bekannt war. Die letzteren Namen betonen vor allem den erniedrigenden Aspekt des Rituals.
Bei diesen spontan entstehenden Auseinandersetzungen standen sich zwei meist männliche Jugendliche gegenüber und beleidigten sich abwechselnd. Dabei galt es, die vorigen Beleidigungen entweder zu überbieten oder gegen das Gegenüber zu wenden. Dies wiederholte sich so lange, bis einer der Jugendlichen die Auseinandersetzung gewann: Entweder, weil einem der Kontrahenten keine passende Antwort mehr einfällt oder weil eine originelle Beleidigung derart großes Gelächter unter den Umstehenden herbeiführt, dass ihr Autor den Sieg für sich reklamieren kann. Dabei bezogen sich die Beleidigungen nicht zwingend, aber in einer Vielzahl von Fällen auf die Mutter des anderen. Während zunächst angenommen wurde, dass es sich hierbei um ein genuin afroamerikanisches Unterschichtenritual handelte, wiesen Stephen Barnett und Milicent Ayoub 1965 nach, dass The Dozens auch unter weißen Jugendlichen, die der Mittelschicht entstammten, verbreitet war. Während Außenstehende davon ausgingen, dass es sich dabei um ernstgemeintes Aggressionsverhalten handelte, betonten die involvierten Jugendlichen, dass es sich ausdrücklich um ein ironisches Spiel handele, bei dem niemand die Absicht habe, sein Gegenüber zu verletzen. Außenstehende wurden von den involvierten Jugendlichen meist als Spielverderber angesehen, weil sie sich dem Ritual entzogen und aus ihrer Sicht zu dünnhäutig seien, um die Beleidigungen wegzustecken.
Auch Ayoub und Barnett sehen den Ursprung des Spiels in der afroamerikanischen Jugendkultur, sie gehen davon aus, dass es nach 1945, wahrscheinlich erst nach dem Koreakrieg 1953 von den weißen Jugendlichen während der schulischen Sportkurse übernommen wurde, wo sich die sonst getrennten Milieus begegneten. Simon J. Bronner sieht die These von einem afroamerikanischen Ursprung der Witzgattung jedoch mit Skepsis. Er zeigte in den 1970ern, dass The Dozens unter weißen Jugendlichen in urbanen Zentren stark verbreitet war. Die von Ayoub und Barnett vermutete Diffusion über Sportkurse betrachtet er als eine schwache These. Zwar stellt auch er einen wechselseitigen Einfluss schwarzer und weißer Jugendkultur auf die Ausprägung des Spiels fest, folgert daraus jedoch keinen Ursprung in der afroamerikanischen Kultur. Vielmehr sieht er auch Parallelen zu typischen Beleidigungsmustern aus dem anglo-keltischen Raum.

## Funktion
John Dollard postuliert, dass es sich beim originären Dozens vor allem um ein Ventil zum Aggressionsabbau handele, weil Frustration und Aggressivität in unterprivilegierten afroamerikanischen Milieus besonders weit verbreitet seien. Die in diesen Kreisen nur schwach ausgeprägten Hemmschwellen gegenüber Kraftausdrücken begünstigten die Entstehung des Rituals dabei, so Dollard. Laut Roger D. Abrahams diente The Dozens für die männlichen Jugendlichen hingegen dazu, sich von den matriarchalen Strukturen in afroamerikanischen Gemeinschaften zu befreien: Die starke Stellung der Mütter in ihren Familien bedeute eine Ablehnung der Jugendlichen in ihrer Eigenschaft als Jungen und junge Männer. Die Beleidigungen zielten damit nach Abrahams vielmehr tatsächlich auf die Mütter, statt dass sie, wie die Jugendlichen betonten, scherzhaft gemeint seien.
Diese Erklärungsversuche werden von Ayoub und Barnett mit Verweis darauf verworfen, dass The Dozens auch von weißen Jugendlichen der Mittelschicht praktiziert wurde und somit – zumindest nach 1945 – weder Ausdruck des sozialen Status noch der kulturellen Prägung sein könne. Sie sehen in der spielerischen Beleidigung der Mutter vor allem ein Ritual, bei dem freundschaftliche Bindungen zwischen den Teilnehmern zur Schau gestellt und gefestigt würden. Indem ein Jugendlicher daran teilnimmt, erkläre er seine Bereitschaft, seine Mutter durch andere beleidigen zu lassen, ohne auf ernstgemeinte Vergeltung zu sinnen. Damit opfere er, so Ayoub und Barnett, einen Teil seiner familiären Bindungen zu Gunsten einer stärkeren Einbindung in seine Clique. Dies würde durch den Umstand unterstützt, dass die Beleidigung von Müttern in der amerikanischen Gesellschaft tabuisiert sei, was die Teilnehmer am Dozens im Sinne einer Schuldigengemeinschaft aneinander binde. Die Beleidigungen dienten auch der Grenzziehung nach außen, nach Ayoub und Barnett ein wichtiges Element männlicher Jugendcliquen, die auf ihre Exklusivität wert legten: Nur besonders intime Beziehungen zwischen Teilnehmern ließen eine Beleidigung der Mutter zu, entsprechend fielen auch die Beleidigungen innerhalb von Cliquen weit drastischer aus als zwischen Personen, die in keinem engeren Verhältnis zueinander standen.
Die verhältnismäßig geringe Beteiligung von weiblichen Jugendlichen an dem Spiel erklärten Ayoub und Barnett mit der unterschiedlichen Struktur von Jungen- und Mädchenfreundschaften. Während Jungencliquen sich vor allem exklusiv verstünden, spiele dieser Aspekt bei Mädchen keine Rolle. Sie bewegten sich selten in Gruppen von mehr als vier Personen, die für die Ausübung des Rituals nötig seien, während für Jungen deutlich größere Gruppen nötig seien. Zudem bestehe in weiblichen Peergroups kein Widerspruch zwischen familiärer Bindung einerseits und Freundschaftsbindungen andererseits.

## Rezeption
Das Magazin Hustler verwertete 1983 die Konstellation des Deine-Mutter-Witzes mit den Motiven Inzest und Rückständigkeit mittels einer fingierten Selbstbezichtigung: In einem angeblichen Interview im Rahmen einer Werbekampagne gab der Pastor und Fernsehprediger Jerry Falwell an, er habe sein „Erstes Mal“ mit seiner Mutter auf dem Außenklo erlebt. Falwell verklagte den Hustler-Herausgeber Larry Flynt, unterlag aber vor dem Obersten Gerichtshof, weil die Fiktion offensichtlich und die Intention von der Meinungsfreiheit gedeckt sei.
Deine-Mutter-Witze haben im deutschsprachigen Raum seit den späten 1990er Jahren, auch durch das Internet, eine neue verstärkte Popularität und damit einen starken Einzug in die Medien gefunden.
Im Film Meine Frau, die Spartaner und ich entwickelt sich ein Wettbewerb, bei dem es darum geht, die meisten Deine-Mutter-Witze zu kennen und insgesamt acht genannt werden. Auch Comedians bedienen sich dieser Witzart, wie beispielsweise Carolin Kebekus bei ihrem Auftritt bei Cindy aus Marzahn und „Die jungen Wilden“ oder in ihrer Hip-Hop-Parodie Pussycat Prolls feat. Fifty Sven für Broken Comedy. Der Film Dei Mudder sei Gesicht greift die Witze ebenfalls auf. Diese Popularität nutzten die Grünen für den Wahlkampf für die Landtagswahl in Rheinland-Pfalz 2011 sowie EA und Ende des Jahres 2012 auch das Bestellportal Lieferando für Werbezwecke. Des Weiteren wurden auch Apps für verschiedene Smartphones entwickelt. Das Konzept der US-amerikanischen Reality-Show Yo Momma beruhte auf gegenseitigen Beschimpfungen der Teilnehmer mit Deine-Mutter-Witzen (englisch umgangssprachlich Yo momma jokes). Der preisgekrönte mexikanische Film Y Tu Mamá También spielt in seinem Titel darauf an, der übersetzt „Und deine Mutter auch“ bedeutet.
Die Hamburger Hip-Hop-Gruppe Fünf Sterne deluxe veröffentlichte 1999 die Single Ja ja, Deine Mudder!.